# Gallhammer
Gallhammer er et japansk ekstremmetal-band som musikalsk trækker på black metal, doom metal og crust punk. Det blev dannet i Tokyo i 2003. Alle bandets medlemmer er kvinder, hvilket er meget usædvanligt indenfor musikgenren.

## Indflydelser
I et interview med Contraband Candy nævnte Vivian Slaughter Hellhammer, Celtic Frost, Amebix og Burzum som Gallhammers primære musikalske inspirationskilder. Slaughter er også stor fan af Judas Priest, og kan også lide Corrupted. Blandt andre inspirationer er Joy Division, Antisect, Carcass, Cathedral, Morbid Angel og Scorn. Risa Reaper er fan af old school techno, Kraftwerk, Krautrock og Laibach. Gruppen er også inspireret af Japanoise og har samarbejdet med Incapacitants.

## Medlemmer
- Vivian Slaughter – Vokal, bas
- Mika Penetrator – Guitar, vokal
- Risa Reaper – Trommer, vokal

## Diskografi

### Studiealbum
- 2004: Gloomy Lights
- 2007: Ill Innocence

### Demoer
- 2003: Untitled
- 2003: Gallhammer
- 2004: Endless Nauseous Days

### Videoer
- 2007: The Dawn of...
- 2008: Ruin of a Church

## Fodnoter
1. 1 2 3 4 5  Gallhammer interview med Contraband Candy
2. 1 2 3 4 5 6 7  Inteview med Cosmic Lava, oktober 2004. Arkiveret 5. januar 2009 hos  Wayback Machine Hentet 26. oktober 2008.
3. 1 2  Interview with Rockers NYC. Hentet 24. oktober 2008.
4. 1 2 3 4 5 6  "Hard of Hearing", Terrorizer #171, June 2008, s. 56-57.
5. ↑  "Gallhammer". Encyclopaedia Metallum. Hentet 2008-02-24. Genre(s): Black/Doom Metal, Crust
6. ↑  "Gallhammer - The Dawn Of… review". metalstorm.ee. 2007-03-06. Arkiveret fra originalen 7. juli 2007. Hentet 2008-02-24. What do we have here? A compilation of a young Japanese band who wants to play Black / Crust Metal ?
7. ↑  "Gallhammer Biography". Peaceville Records. Arkiveret fra originalen 7. juli 2007. Hentet 2008-02-24. Although Gallhammer had been known primarily as a black metal/punk act, the album was impressively diverse, showing their implementation of many influences and moods from both metal and non-metal genres.